# داتورة طويلة الأشواك
الداتورة طويلة الأشواك نوع نباتي يتبع جنس الداتورة من الفصيلة الباذنجانية.